# George Hincapie
{{Sportowiec infobox
```
|imię i nazwisko           = George Hincapie
|imię i nazwisko org       = 
|dyscyplina                = kolarstwo szosowe
|grafika                   = George Hincapie - Critérium du Dauphiné 2012 - Prologue (cropped).jpg
|opis grafiki              = 
|pełne imię i nazwisko     = 
|data urodzenia            = 29 czerwca 1973
|miejsce urodzenia         = 
Queens

|data śmierci              = 
|miejsce śmierci           = 
|obywatelstwo              = 
Stany Zjednoczone

|wzrost                    = 183 cm
|pozycja                   = 
|klub                      = 
BMC Racing Team

|numer w klubie            = 
|kariera juniorska         = 
|kariera seniorska         = 
```

! 1993–1996 ! Motorola
! 1997–2007 ! [[Discovery Channel Pro Cycling Team|Discovery Channel Team
!           ! (U.S. Postal Service Team)]]
! 2008–2009 ! Team High Road (Team Columbia)
! 2010–     ! BMC Racing Team
```
|kariera reprezentacyjna   = 
|kariera trenerska         = 
|medale                    = 
|odznaczenia               = 
|commons                   = Category:George Hincapie
|wikicytaty                = 
|www                       = 
```

}}
George Anthony Hincapie Garcés (ur. 29 czerwca 1973 w Nowym Jorku) – amerykański kolarz szosowy pochodzenia (ze strony ojca) kolumbijskiego. Zawodowcem został w 1994 roku, karierę zakończył w 2012 w drużynie BMC Racing Team.
Przez to, że na wszystkich swoich występach w Tour de France do 2005 roku jechał jako pomocnik Lance’a Armstronga, nie był widziany w roli faworyta, mimo że odnosił różne znaczące sukcesy. 17 lipca 2005 udało mu się po raz pierwszy wygrać etap w Tour de France, był to jeden z „królewskich” etapów w Pirenejach. Po wycofaniu się Lance’a Armstronga z kolarstwa nadal jeździł w barwach drużyny Discovery Channel Pro Cycling Team (do końca 2007 roku), po czym przeszedł do Team T-Mobile.
Na początku sezonu 2006, po udanych występach w wiosennych klasykach był postrzegany jako jeden z faworytów w Paryż-Roubaix, na trasie jednak złamał widełki w swoim rowerze i nie ukończył wyścigu.

## Zwycięstwa
- 1998: U.S. Pro Championship
- 2001: Gandawa-Wevelgem
- 2001: San Francisco Grand Prix
- 2004: Driedaagse van De Panne-Koksijde
- 2005: Kuurne-Bruksela-Kuurne
- 2005: zwycięstwo etapowe na  Tour de France, GP Ouest France-Plouay